# Elección presidencial de Haití de 1950

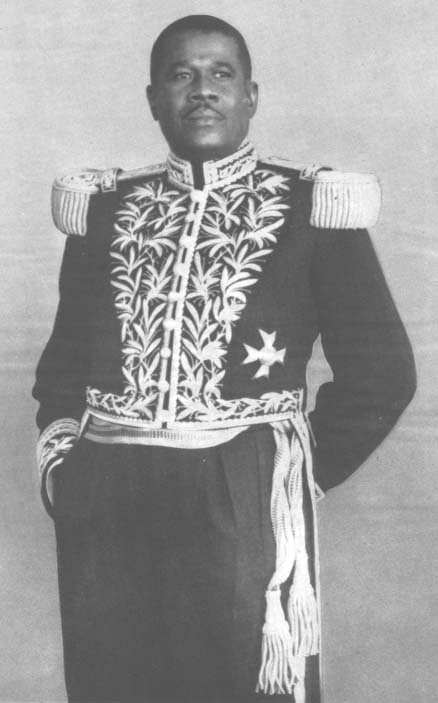
Paul Magloire, Presidente de Haití (1950-1956).

La elección presidencial de Haití de 1950 fue la primera elección por sufragio universal del presidente de Haití. Tuvo lugar el 8 de octubre al mismo tiempo que las elecciones parlamentarias.
Paul Magloire fue el único candidato en la elección y fue elegido sin oposición para un mandato de seis años. Asumió su cargo el 6 de diciembre de 1950.

## Resultados
| Candidato             | Partido               | Votos   | %   |
| --------------------- | --------------------- | ------- | --- |
| Paul Magloire         |                       | 527,625 | 100 |
| Votos nulos/en blanco | Votos nulos/en blanco |         | -   |
| Total                 | Total                 | 527,625 | 100 |
| Fuente: Nohlen        |                       |         |     |